# Trazo
Trazo község Spanyolországban, A Coruña tartományban. Trazo Santiago de Compostela, Val do Dubra, Tordoia és Oroso községekkel határos. Lakosainak száma 2979 fő (2024).

## Népesség
A település népessége az utóbbi években az alábbiak szerint változott:
| Lakosok száma | 3800 | 3652 | 3557 | 3498 | 3472 | 3301 | 3190 | 3113 | 3059 | 2979 |
|               | 2001 | 2004 | 2006 | 2009 | 2011 | 2014 | 2016 | 2019 | 2021 | 2024 |